# Lingue sahaptin
Le lingue sahaptin o shahaptin sono un gruppo di lingue penuti del plateau parlate negli Stati Uniti d'America.

## Distribuzione geografica
Sono parlate dai nativi della popolazione omonima in un'area dell'altopiano occidentale lungo il fiume Columbia e i suoi affluenti nella parte meridionale dello stato del Washington, dell'Oregon settentrionale e dell'Idaho sudoccidentale.

## Classificazione
Il gruppo è composto dalle seguenti lingue:
- lingua nez perce (codice ISO 639-3 nez)
- lingua tenino (tqn)
- lingua umatilla (uma)
- lingua walla walla (waa)
- lingua yakima (yak)